# Тухањ (Мјелњик)
Тухањ (чеш. Tuhaň) је насељено мјесто са административним статусом сеоске општине (чеш. obec) у округу Мјелњик, у Средњочешком крају, Чешка Република.

## Становништво
Према подацима о броју становника из 2014. године насеље је имало 668 становника.